# 휘봉고등학교
휘봉고등학교(徽峰高等學校)는 대한민국 서울특별시 동대문구 휘경동에 있는 공립 고등학교이다.

## 학교 연혁
- 2012년 1월 6일 : 휘봉고등학교 설립인가(24학급)
- 2012년 3월 1일 : 초대 교장 김선주 부임
- 2012년 3월 2일 : 제1회 입학식(남 125명, 여 94명 총 219명)
- 2015년 2월 4일 : 제1회 졸업식(남 123명, 여 85명 총 208명)
- 2020년 9월 1일 : 제4대 교장 김창수 부임
- 2022년 2월 11일 : 제8회 졸업식(남 78명, 여 66명 총 144명)
- 2022년 3월 2일 : 제11회 입학식(남 109명, 여 52명 총 161명)

## 참고 자료
- 휘봉고등학교 - 한국교육학술정보원 학교알리미